# Садриддинов, Талбак
Талбак Садриддинов — советский хозяйственный, государственный и политический деятель, Герой Социалистического Труда.

## Биография
Родился в январе 1921 года в селе Лочирки (Лоджург). Член ВКП(б).
С 1939 года — на хозяйственной, общественной и политической работе. В 1939—1986 гг. — учитель, директор средней школы имени В. И. Ленина, начальник районо, председатель Сангворского, Тавильдарьинского райисполкомов, бухгалтер, секретарь парткома, председатель колхоза имени Ломоносова Шаартузского района Курган-Тюбинской области.
Указом Президиума Верховного Совета СССР от 26 февраля 1981 года присвоено звание Героя Социалистического Труда с вручением ордена Ленина и золотой медали «Серп и Молот».
Избирался депутатом Верховного Совета СССР 7-го, 8-го, 9-го, 10-го созывов.
Умер в 2014 году.
В честь него назван джамоат в Шахритусском районе Хатлонской области.